# Dicruridae
Dicruridele (Dicruridae) sunt o familie de păsări paseriforme, care trăiesc în Africa, sudul Asiei și Australasia. Aceasta conține 28 de specii într-un singur gen, Dicrurus.

## Taxonomie
Genul Dicrurus a fost introdus de ornitologul francez Louis Pierre Vieillot pentru dicruide în 1816. Specia tip a fost ulterior desemnată ca Dicrurus balicassius de zoologul englez George Robert Gray în 1841. Numele genului combină cuvintele grecești antice dikros „bifurcat” și oura „coadă”.
Această familie include în prezent doar genul Dicrurus, deși Christidis și Boles (2007) au extins familia pentru a include subfamiliile Rhipidurinae, Monarchinae și Grallininae.
Familia a fost tratată anterior ca având două genuri, Chaetorhynchus și Dicrurus. Genul Chaetorhynchus conține o singură specie, C. papuensis, endemică în Noua Guinee. Pe baza diferențelor morfologice și genetice, această specie este în prezent plasată alături de Rhipiduridae.

### Specii
Genul Dicrurus conține 28 de specii:
- Dicrurus ludwigii
- Dicrurus sharpei
- Dicrurus atripennis
- Dicrurus adsimilis
- Dicrurus modestus
- Dicrurus fuscipennis
- Dicrurus aldabranus
- Dicrurus forficatus
- Dicrurus waldenii
- Dicrurus macrocercus
- Dicrurus leucophaeus
- Dicrurus caerulescens
- Dicrurus annectens
- Dicrurus aeneus
- Dicrurus remifer
- Dicrurus balicassius
- Dicrurus striatus
- Dicrurus hottentottus
- Dicrurus menagei
- Dicrurus palawanensis
- Dicrurus sumatranus
- Dicrurus densus
- Dicrurus montanus
- Dicrurus bracteatus
- Dicrurus megarhynchus
- Dicrurus andamanensis
- Dicrurus paradiseus
- Dicrurus lophorinus

## Galerie

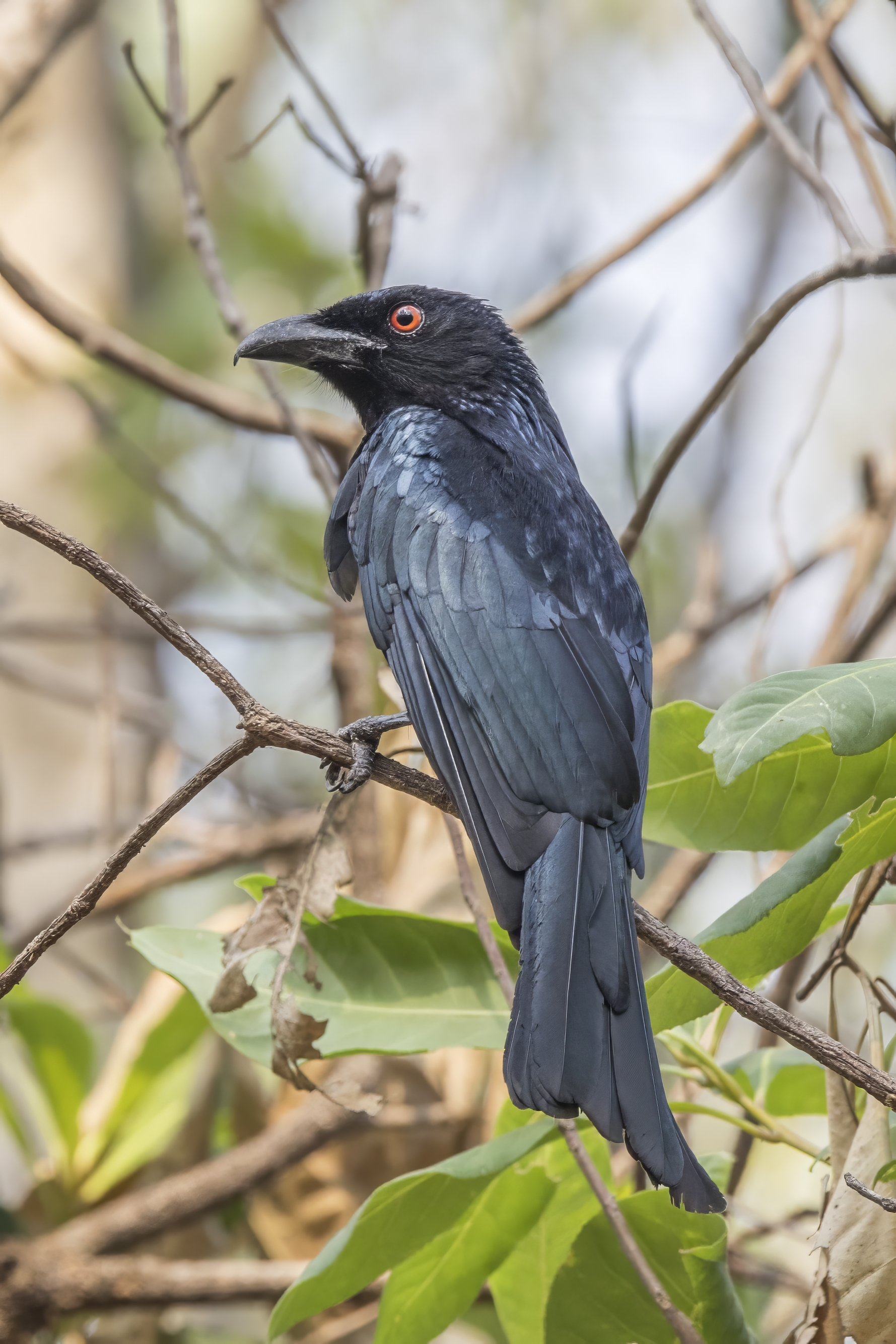
Dicrurus bracteatus
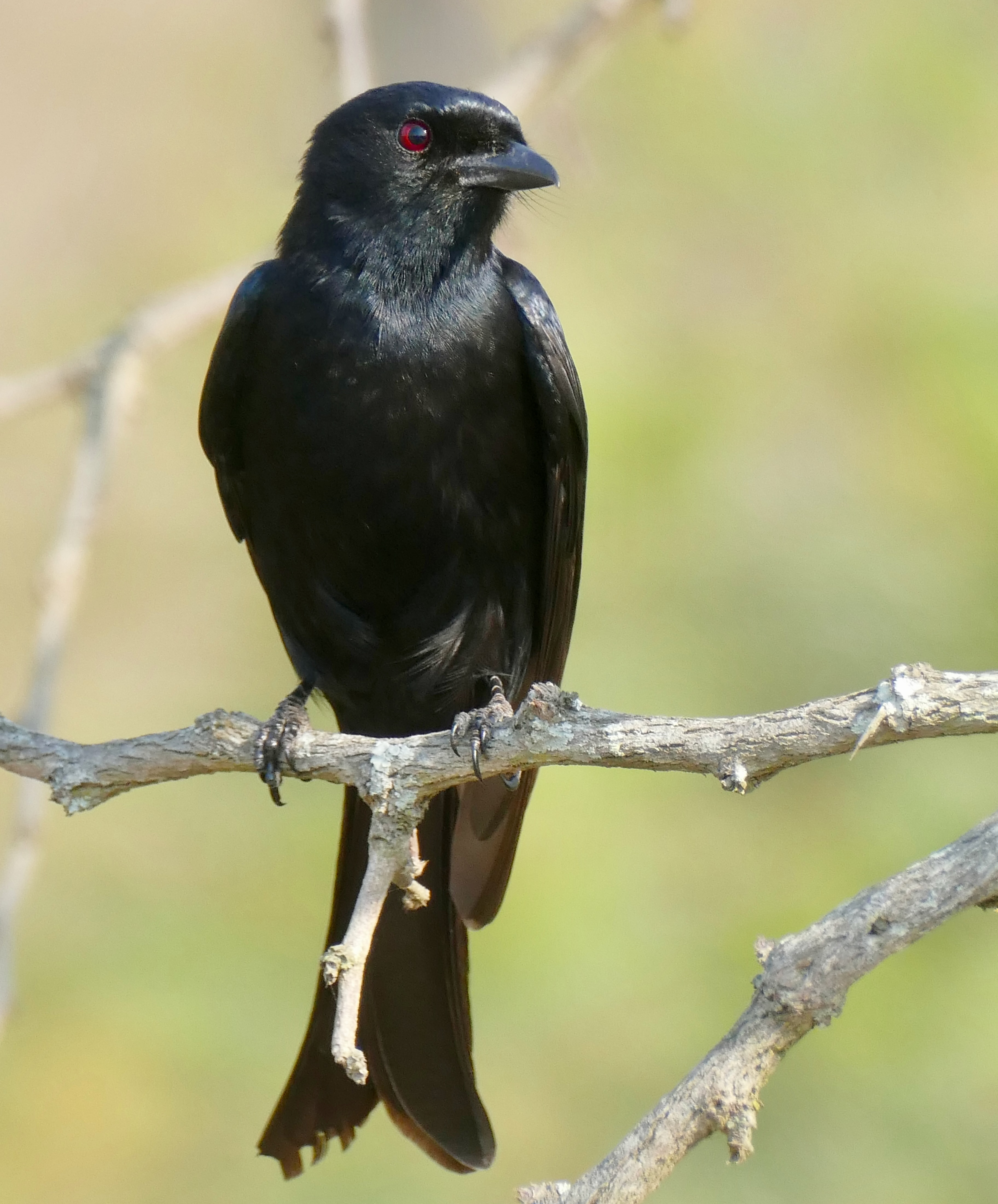
Dicrurus adsimilis
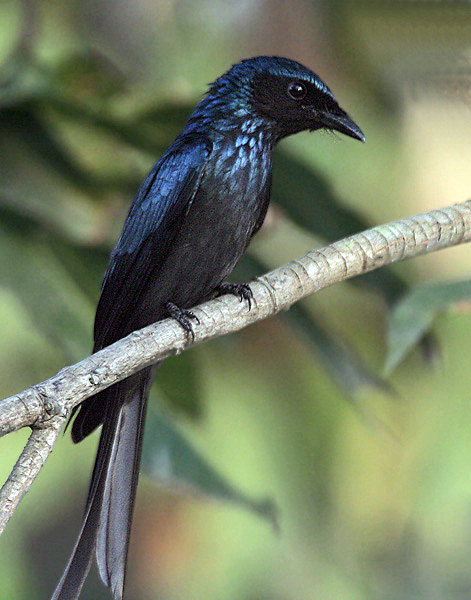
Dicrurus aeneus
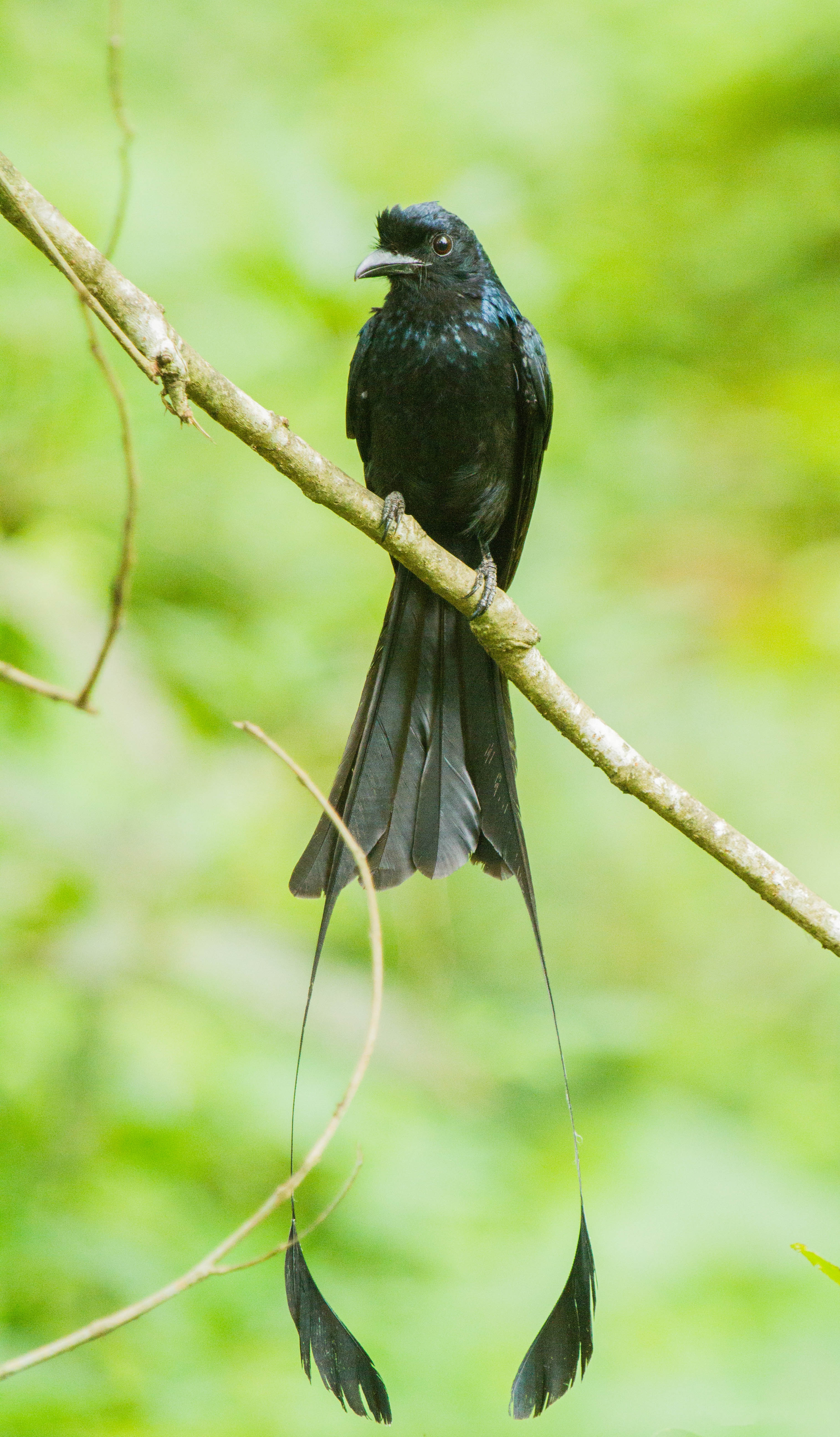
Dicrurus paradiseus
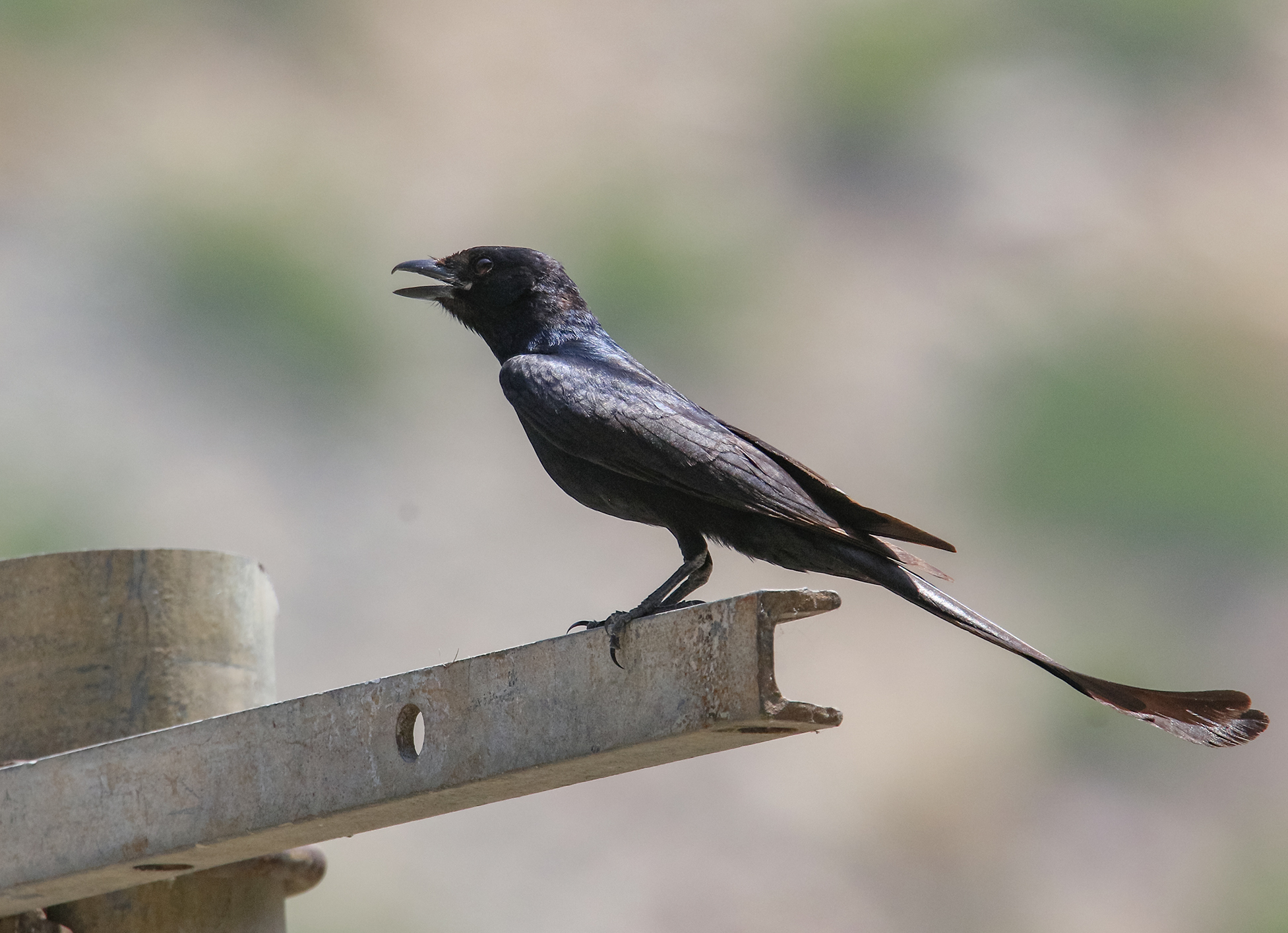
Dicrurus macrocercus
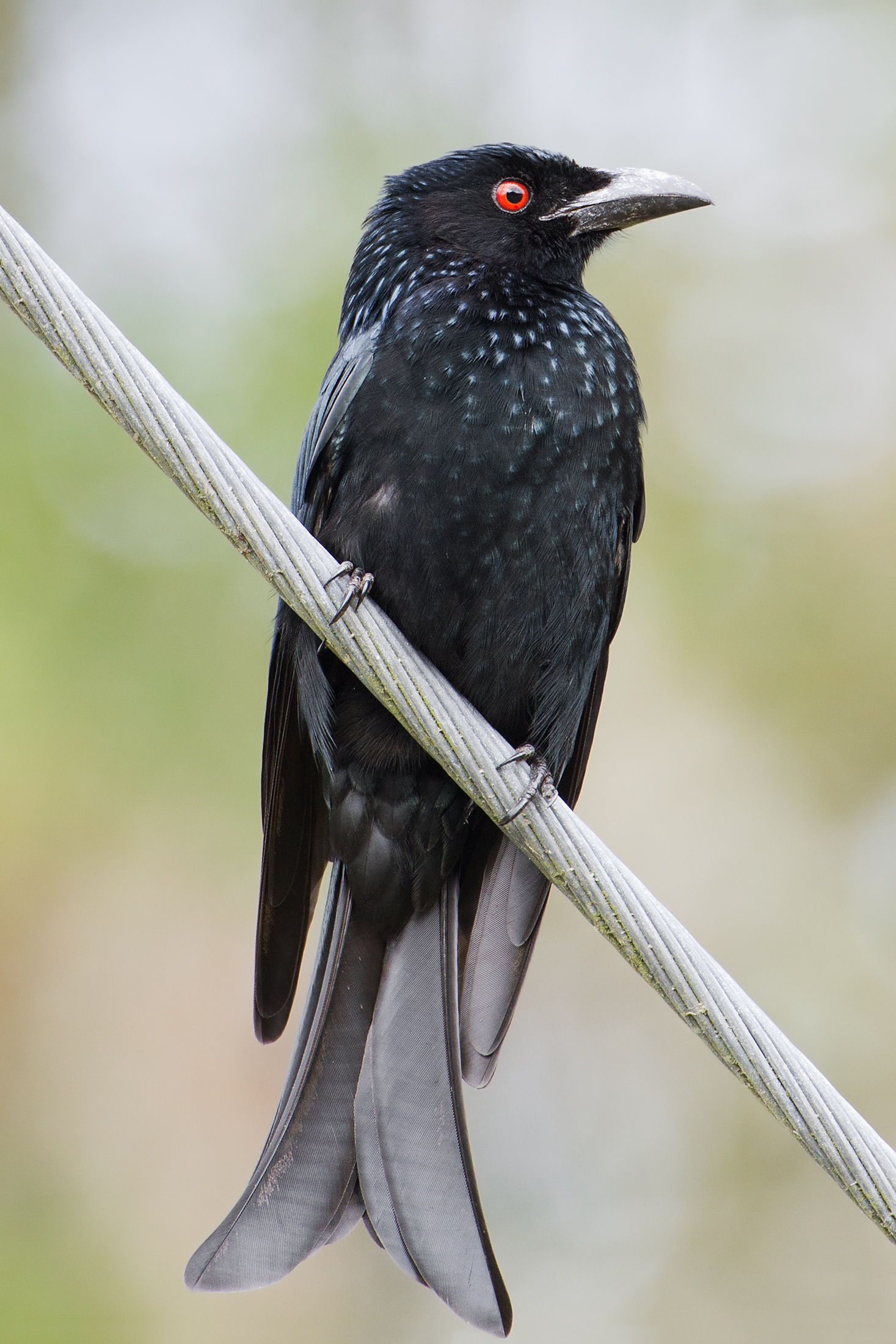
Dicrurus bracteatus